# Hajagos Károly
Hajagos Károly (Csantavér, 1884. október 1. – Budapest, 1955. november 17.) magyar színész, operaénekes (bariton).

## Élete
Hajagos Antal és Gáspár Mária római katolikus szülők gyermeke. Középiskolai tanulmányait Szabadkán végezte Kosztolányi Dezsővel egy időben, akivel jó barátságba is került. Ezt követően Kalocsán teológiát tanult, hogy később pap lehessen. Szenvedélyesen szerette a pályáját, egyike volt a legelhivatottabb teológusoknak és álmodni sem merte, hogy valaha színész is lehetne belőle. Egy ízben a főiskola kertjében sétált, és amikor megunta a tanulást rákezdett valami ismert nótára. Egy kollégája, aki tudtán kívül végighallgatta az énekét, a nóta végeztével lelkesülten szaladt oda hozzá: „Károly, hiszen neked csodaszép hangod van!” — Ettől kezdve Hajagos Károly gyakrabban énekelgetett, a kollégája pedig folytonosan biztatta, hogy hagyja ott a papi pályát és lépjen a színészi pályára. Így félbehagyta hivatását és elvégezte az Országos Színészegyesület színiiskoláját.
Először Pozsonyba szerződött, ahol a Koldusdiákban Jan Janitzky szerepét alakította. A következő állomása Pécs volt, ahonnan 1911 szeptemberében Márkus Dezső az újonnan megnyíló budapesti Népoperához szerződtette három évre. A Népoperában fényes sikerei voltak és maradhatott volna ott továbbra is, azonban megunta azt a rengeteg intrikát, amely ilyen nagy színháznál rendszerint megkeseríti a színészek életét. Vidéki szerződés után nézett és a számtalan ajánlat közül Erdélyi Miklósét fogadta el. Az első világháború alatt katonaként szolgált, majd folytatta színészi pályafutását a Népoperában, illetve annak átnevezését követően a Városi Színházban.
Színpadon és filmekben epizódszerepeket alakított.
Felesége Gugi Irén Margit (Kövegy, 1887. január 10. – Budapest, 1955. június 27.) volt, akivel 1912-ben kötött házasságot Zentán.

## Szerepei
- Georges Bizet: Carmen – Dancaïre
- Buday Dénes: Mátyás király – Giskra
- Clement Károly: Trilby – Színházigazgató
- Erkel Ferenc: Bánk bán – Sólom mester
- Bruno Granichstädten: Bacchus-éj – Optimus
- Jacques Fromental Halévy: A zsidónő – Alberti
- Herczeg Ferenc: Gyurkovics fiúk – Jazimirovics
- Kiszely Gyula: Amerika lánya – Főkomornyik
- Josef Klein: A diadalmas asszony – Keresnecky tábornok
- Ruggero Leoncavallo: Bajazzók – Második pór
- Ruggero Leoncavallo: Zazà – August
- Pietro Mascagni: Parasztbecsület – Alfio
- Jules Massenet: Manon – Első gárdista
- Giacomo Meyerbeer: A próféta – Első kapitány
- Carl Millöcker: A koldusdiák – Jan Janicki
- Jacques Offenbach: Hoffmann meséi – Spalanzani
- Giacomo Puccini: Pillangókisasszony – Császári biztos
- Gioachino Rossini: A sevillai borbély – Őrtiszt
- Stojanovits Péter: A reichstadti herceg – Vogelhub báró
- Johann Strauss: A denevér – Falke; Dr. Blind
- Johann Strauss: A cigánybáró – Józsi
- Szabados Béla: Bolond Istók – Balázshalmi Gábor
- Ambroise Thomas: Mignon – Jerno
- Giuseppe Verdi: A trubadúr – Ruíz
- Giuseppe Verdi: Rigoletto – Borsa
- Giuseppe Verdi: La Traviata – Gaston vicomte
- Giuseppe Verdi: Álarcosbál – Főbíró
- Vincze Zsigmond: A hamburgi menyasszony – Galagó
- Franz von Suppé: Boccaccio – Könyvárus

## Filmjei
- A cornevillei harangok (1921)
- Barátságos arcot kérek (1935) – statiszta az estélyen
- Pesti mese (1937) – statiszta az étteremben
- Segítség, örököltem! (1937) – statiszta a Balaton bárban
- Édes a bosszú (1937) – statiszta a szálloda éttermében
- Mámi (1937) – pincér a bálon
- Háromszázezer pengő az utcán (1937) – úr az utcán
- Fekete gyémántok (1938) – üzletember a tőzsdén
- Azurexpress (1938) – utas a vonaton
- Szegény gazdagok (1938) – lakáj a bárónál
- Nincsenek véletlenek (1938) – vendég az esküvőn
- A tökéletes férfi (1939) – banki igazgatósági tag
- Halálos tavasz (1939) – statiszta a hangversenyen
- Erzsébet királyné (1940) – Rakovszky Zsigmond
- Dankó Pista (1940) – statiszta a kuratóriumban
- Cserebere (1940) – portás a kisvendéglőben
- Szeressük egymást (1940) – rendőr
- Gyurkovics fiúk (1941) – Gyurkovics Géza későbbi inasa
- A kegyelmes úr rokona (1941) – altiszt
- Édes ellenfél (1941) – a klub pincére
- András (1941) – béres
- Háry János (1941) – libapásztor
- Életre ítéltek (1941) – textilgyári munkás
- Régi keringő (1941) – küldönc a levéllel
- Az utolsó dal (1941) – Kovács, színházi alkalmazott
- Behajtani tilos! (1941) – kórházi beteg
- Kadétszerelem (1942) – rendőr
- Fráter Lóránd (1942) – Lóránd barátja
- Halálos csók (1942) – középkori várnép tagja
- Bajtársak (1942) – bárpincér
- Férfihűség (1942) – rádiózó vidéki
- Gyávaság (1942) – főgépész
- Fekete hajnal (1942) – kertész
- A láp virága (1942) – kaszinójátékos
- Szerető fia, Péter (1942) – Bakos István, munkás a birtokon
- Sziámi macska (1943) – bár portása
- Kalotaszegi madonna (1943) – statiszta a kiállításon
- A Benedek-ház (1943) – Korpás Kálmán, a birtok vevője
- Viharbrigád (1943) – csapos az Aranyhalban
- Boldoggá teszlek! (1944) – textilgyár portása